# Església de Sant Salvador de Bianya
L'Església de Sant Salvador de Bianya és una església romànica situada al municipi de la Vall de Bianya, a la comarca catalana de la Garrotxa. És un monument protegit com a Patrimoni Arquitectònic Català.

## Descripció
L'origen de la primitiva església, probablement del segle ix, és desconegut. El primer document que l'esmenta és de 1090: Sancti Salvatoris de Biannia, i es tracta d'una devolució de la capellania de Sant Salvador al monestir de Sant Joan les Abadesses. El segon edifici, d'estil romànic, va ser consagrat l'any 1170. Els terratrèmols de 1427-28 el varen destruir completament. L'església fou reedificada uns anys més tard. L'edifici actual, restaurat el 1911 per l'arquitecte Rafael Masó, és d'una sola nau, amb volta de canó i més tard va ser ampliada pels costats.

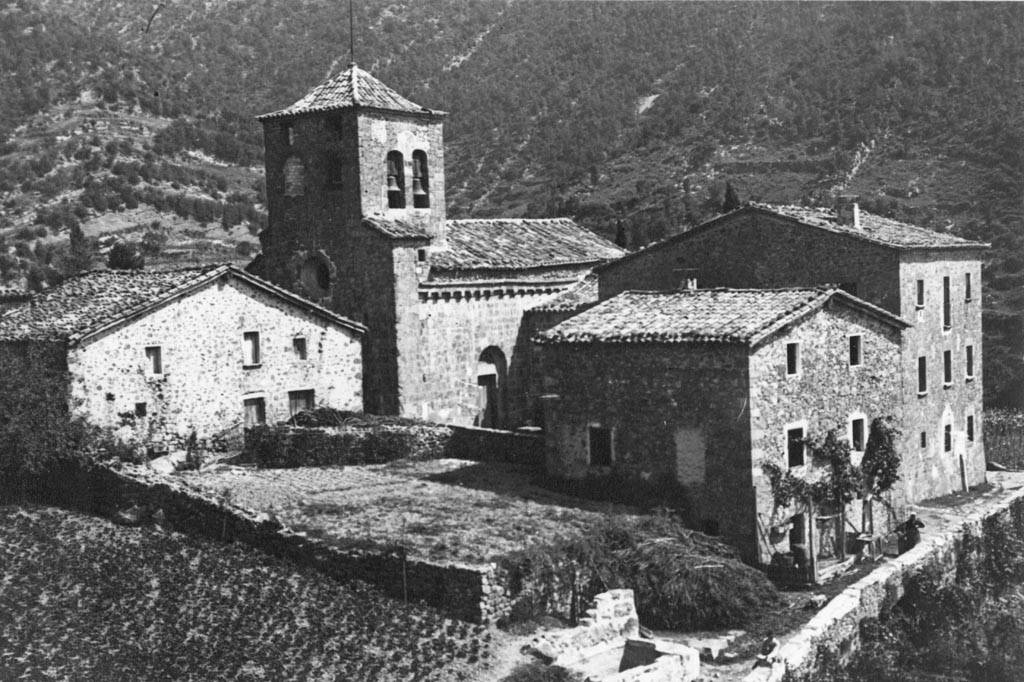
L'església entre 1890 i 1923

 És una església d'una sola nau, amb volta apuntada i capelles laterals i sagristia afegides durant el segle XVII-XVIII; l'absis és semicircular i la seva volta és de quart d'esfera i queda separat de la nau per l'arc triomfal, damunt el qual hi ha una petita finestra; una imposta senzilla segueix el perímetre de les parets del temple. La porta d'entrada, ornada amb columnes, capitells esculpits i arquivolta trenada, pertanyen a les obres de restauració realitzades l'any 1911.
El campanar d'espadanya va ser convertit en torre, amb teulat a quatre aigües, a començaments del segle xvii, tal com consta en una pedra cantonera; "1615". Mènsules. Les més destacables són les situades damunt la porta de la façana sud. Una cara d'home, amb barba i bigoti, una cara de dona, amb els cabells molt ressaltats, una cara molt desgastada que sembla un mussol i altres repartides pels murs exteriors de la nau i l'absis amb representacions geomètriques. És de les poques esglésies de la Garrotxa que té mènsules decorades a la cornisa. Capitells L'església està ornada amb diferents capitells: a la porta d'entrada, a l'interior de la finestra de l'absis, a l'exterior de la mateixa i els que coronen les columnes de l'arc triomfal. De tots únicament són d'època romànica els de l'exterior de la finestra i els de l'arc triomfal. Aquests estan decorats, un, amb dos fullatges estilitzats molt treballats, amb una cara humana central i l'altre amb dos fullatges estilitzats treballats i una cara humana diferent a la seva oposada i amb motius d'escacs, estries i cordons.
A l'interior del tempe es conserven quatre làpides sepulcrals i una donada per l'hereu del veí mas Callis: ·	D.O.M. JUAN AYATS PBRE. MORI LO DIA 11 DE FEBRE DEL AÑ 1872. ·	D.O.M. HIC JACET JACOUS BRANCOD D BEROLM RHUJUS.... ·	Una datada l'any 1699 de la qual no es pot llegir la inscripció. ·	.....ME HA FET SALVADOR CALLIS Y PINSACH A 16 JULIOL DE 1851. A la Pica baptismal hi ha cisellats elements vegetals entrellaçats i les escultures de dos animals emplomallats (estirats com llangardaixos) que es mosseguen el coll un a l'altre. Mesura 40 cm de diàmetre total i 32 cm d'alçada

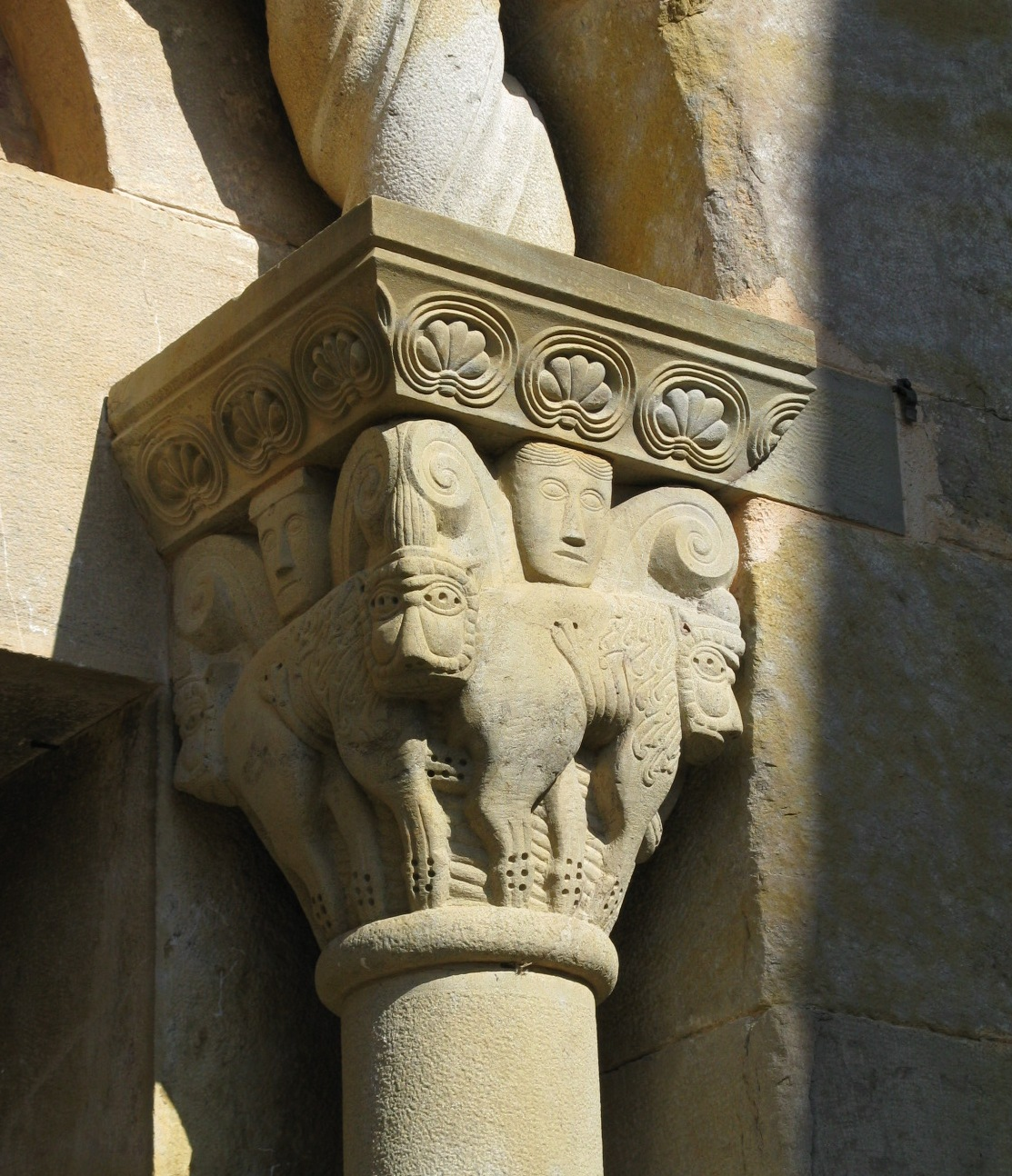
Un capitell

La pica baptismal romànica és d'immersió, decorada amb motius que li donen la volta: (començant per baix) un cordó, una cadena i uns dentats. Mesura 70 cm d'alçada i 95 cm de diàmetre.

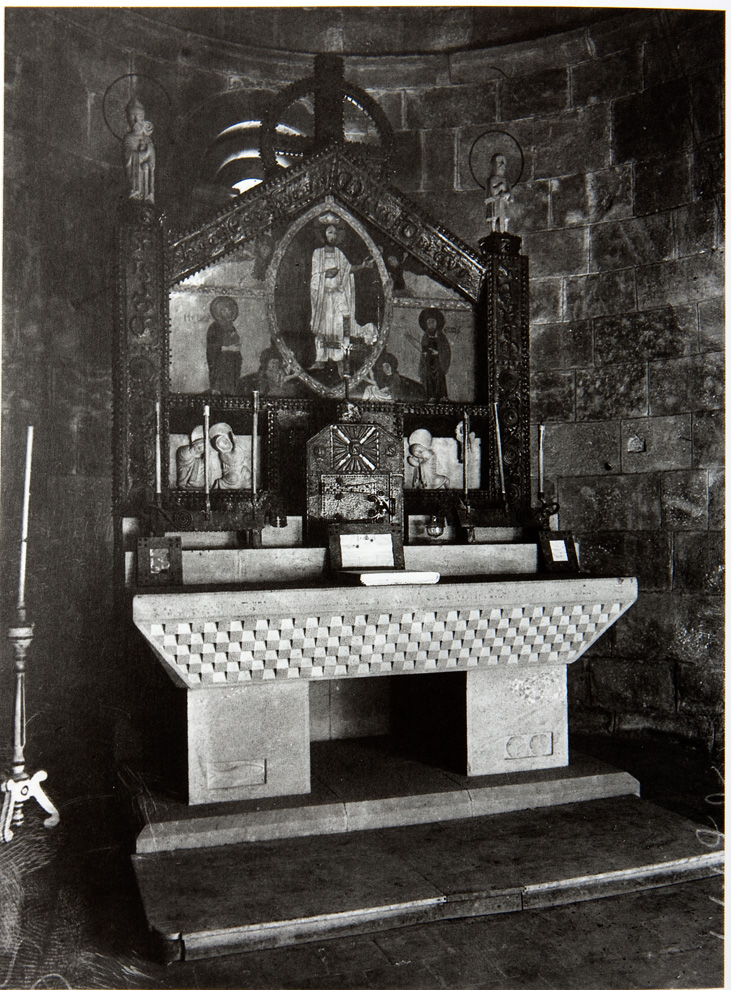
Altar major de 1911

## Notícies històriques
Sant Salvador era cap de l'antic municipi fins que l'any 1969 es va unir a la Vall de Bianya. El nucli està presidit per l'església parroquial, original del segle ix o X, construïda novament al segle xii, reconstruïda després dels terrat`remols de 1427-28, i modificada per diferents afegits posteriors.
L'església romànica va ser consagrada l'any 1170 pel bisbe de Girona, Guillem de Monells a petició del seu germà Ponç, que era bisbe de Tortosa i abat del monestir de Sant Joan de les Abadesses. Al document testimonial ve esmentat com "Sancti Salvatoris de Biania". Segons consta en la visita pastoral feta pel bisbe de Girona Joan de Casanova, l'any 1432 l'església es trobava destruïda arran dels terratrèmols que afectaren la comarca i s'havia aixecat una cabana dins la qual el rector, Guillem Spinalb, celebrava el culte. El bisbe manà que en el termini d'un any es traguessin els enderrocs i donà dos anys per cobrir-la, cosa que indica que l'església no estava totalment derruïda sinó que només s'havia esfondrat la volta.
El 24 d'agost de l'any 1599 es contractà el pintor Pere Mates i Espinosa de Girona per la realització d'un retaule per a la capella de Sant Andreu en el qual es pintaren escenes de l'hagiografia de l'apostol així com les imatges de Santa Maria, Sant Pere, Sant Sebastià, el Salvador i Sant Joan Evangelista. Es va convenir que «Si dit retaula rebra dany per lo cami que en tal cas lo dit mates, sia obligat pagar los danys», la qual cosa suposa que la realització d'aquest retaule tingué lloc fora del temple o edificis més o menys propers, i s'ha hipotetitzat que potser en el taller que el mestre tenia a Girona.
En el segle xvii, a més de l'altar major, l'església disposava de diferents altars laterals a part del ja esmentat a Sant Andreu: els dels Sants Joan Baptista i Evangelista i el del Roser. Un altre altar, el del Sant Crist es manà fer-lo en finalitzar aquest mateix segle. Poc després, l'altar de Sant Andreu passà a ser dedicat a Sant Ponç i Sant Isidre.
El 1911 s'hi portaren a terme importants obres de restauració segons projecte de l'arquitecte de Girona Rafael Masó, per recuperar l'edifici romànic, inaugurades el 13 d'agost de 1911, col·locant a l'altar major un retaule amb l'escena de la transfiguració del Senyor, el qual va ser destruït l'any 1936 durant la guerra civil espanyola.